# Magdalena Tovornik
Magdalena Tovornik (r. Ceglar) slovenska političarka, kemičarka, učiteljica, predsednica skupščine občine Maribor, veleposlanica, državna sekretarka in svetovalka predsednika republike, * 20. oktober 1945, Obrov na Primorskem.

## Življenjepis
Rojena je bila oktobra 1945 (dekliško ime Magdalena Ceglar) na Primorskem mami Frančiški in očetu Zorku. Ker je po drugi svetovni vojni Bazovica postala italijanska, se je družina preselila v Staro Cerkev pri Kočevju, kjer je končala štiri razrede osnovne šole. Leta 1956 se je družina vrnila v Izolo, kjer je končala osnovno šolo. Gimnazijo je končala Kopru. 
Na  ljubljanski fakulteti za naravoslovje in tehnologijo je diplomirala leta 1969 na področju organske kemije. 
Po diplomi se je zaposlila v podjetju Delamaris v Izoli.
Leta 1970 se je preselila v Maribor in si ustvarila družino. Na ruški šoli in na mariborski II. gimnaziji je najprej poučevala kemijo, nato pa se je zaposlila v gospodarstvu kot vodja predstavništva za laboratorijsko opremo Slovenije - podjetja TLOS. 

## Družbeno delovanje
Magdalena Tovornik je v osemdesetih letih najprej postala sekretarka strokovnih služb raziskovalne skupnosti mesta Maribor, zatem pa je bila imenovana za generalno sekretarko mariborske mestne konference SZDL. 
Leta 1990 je bila izvoljena za predsednico skupščine občine Maribor. Delovala je v zahtevnih razmerah gospodarske tranzicije, osamosvojitve in vojne za Slovenijo. Je pobudnica zgodnjega učenja tujega jezika in spodbujanja raziskovalnega dela mladih. Je med ustanovitelji stalne konference lokalnih skupnosti Slovenije. 
Po štiriletnem mandatu jo je vlada imenovala za veleposlanico Republike Slovenije pri Svetu Evrope. Po krajšem službovanju na mestu državne sekretarke za Slovence po svetu in v zamejstvu na ministrstvu za zunanje zadeve jo je vlada imenovala na mesto veleposlanice Republike Slovenije v Franciji, ki ga je zasedla 19. aprila 2002. 
Predsednik republike Janez Drnovšek jo je imenoval za višjo svetnico za politične zadeve v kabinetu predsednika republike. Z delom je nadaljevala tudi pri predsedniku republike Danilu Türku kot svetovalka predsednika za politična vprašanja.
Politično je delovala v SZDL in njeni naslednici, Liberalni demokraciji Slovenije.
Je soustanoviteljica kluba organizacije Soroptimist International v Sloveniji.